# ひろしま
『ひろしま』は、日教組プロ制作、関川秀雄監督による1953年（昭和28年）公開の日本映画である。太平洋戦争末期の広島市への原子爆弾投下で被爆した子供たちの手記集『原爆の子〜広島の少年少女のうったえ』を原作としている。
1955年（昭和30年）に第5回ベルリン国際映画祭長編映画賞を受賞した。

## 概要

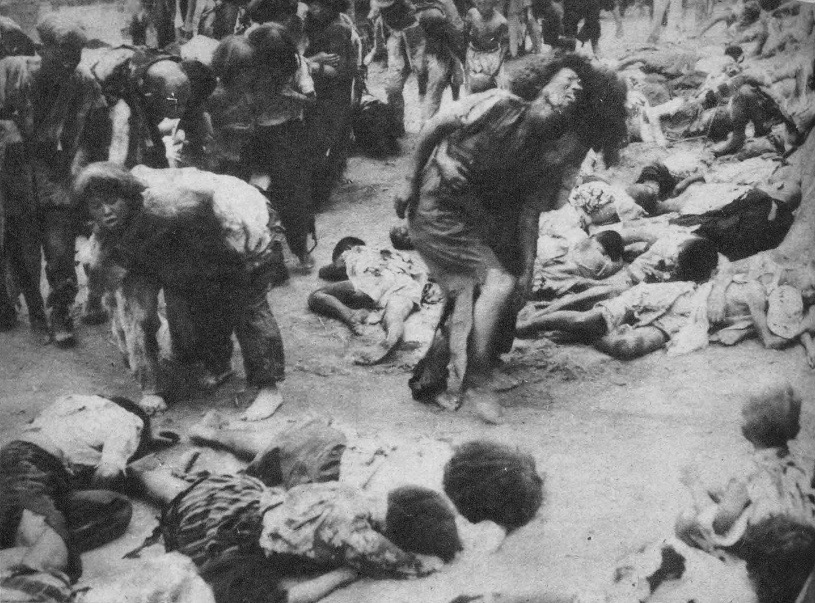
被爆した市民

長田新が編纂した『原爆の子〜広島の少年少女のうったえ』（岩波書店、1951年〈昭和26年〉）を八木保太郎が脚色した。同じ原作を元にした作品として新藤兼人監督・脚本の『原爆の子』がある。当初、日教組と新藤の協力で映画制作が検討されたが、新藤の脚本は原作をドラマ風にかきかえてしまっていて原爆の真実の姿が伝わらないという理由で、日教組が反発。結局両者は決裂し、別々に映画を制作した。
日教組に参加する広島県教職員組合と広島市民の全面的協力の下で制作された。原爆投下を直接経験した者も少なくない広島市の中学・高校生、教職員、一般市民等約8万8500人が手弁当のエキストラとして参加し、逃げまどう被爆者の群集シーンに迫力を醸し出している。また、広島市役所、日本労働組合総評議会（総評）とその県組織の広島県労働組合会議（広島県労会議）、原爆の子友の会、原爆被害者の会の他に、地元企業である広島電鉄、藤田組（現・フジタ）も協力した。映画に必要な戦時中の服装や防毒マスク、鉄カブト等は、広島県下の各市町村の住民から約4,000点が寄せられた。原爆投下前後の広島の再現のために現地での撮影場所は、広島市内外で24ヶ所、シークエンスは168に達した。
監督の関川秀雄は映画制作の7年前に広島に原爆が投下された直後の地獄絵図の映像化に精力を注ぎ、百数カットに及ぶ撮影を費やして、克明に阿鼻叫喚の原爆被災現場における救援所や太田川の惨状などの修羅場を再現した。そして被爆者たちのその後の苦しみを描いた。
スタッフには、安恵重遠のような録音のベテランがおり、その後、独立プロ、教育・記録映画を支える小松浩、河野秋和が撮影や編集を担当。美術を後に『砂の女』を担当する平川透徹、セットデザインを怪獣映画の造形で知られるようになる高山良策が担当している。関川監督をその後脚本家として活躍する小林太平が補佐し、信州大学文理学部を卒業したばかりの熊井啓が助監督の一人としてついた。

## 内容
広島市のある高校の1クラスで白血病により女子生徒みち子が倒れる。戦後広島にやってきた担任の北川は、生徒たちと原爆症について話し合う。原爆が投下された1945年（昭和20年）8月6日、女教師・米原が生徒たちと被爆し、焦土と化した広島をさまよい、力尽きるまでが回想される。北川は今まで原爆のことを知ろうとしなかったことを謝罪すると、生徒からは原爆のことを世界の人に知ってほしいとの声があがる。病床のみち子は『軍艦マーチ』が鳴り響く原爆投下前の広島を想起する。

## 出演者

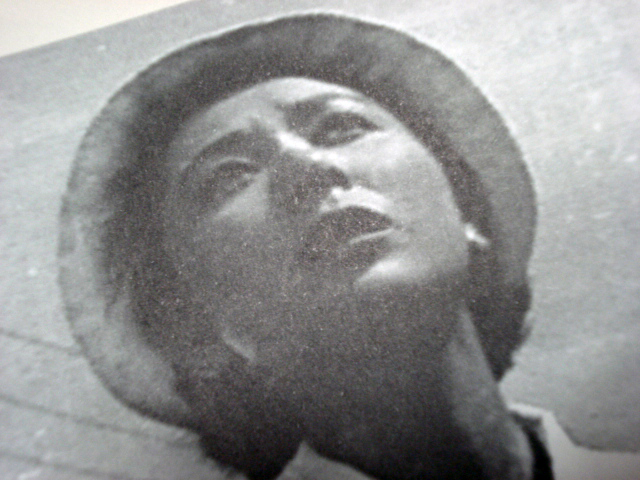
米原先生役の月丘夢路

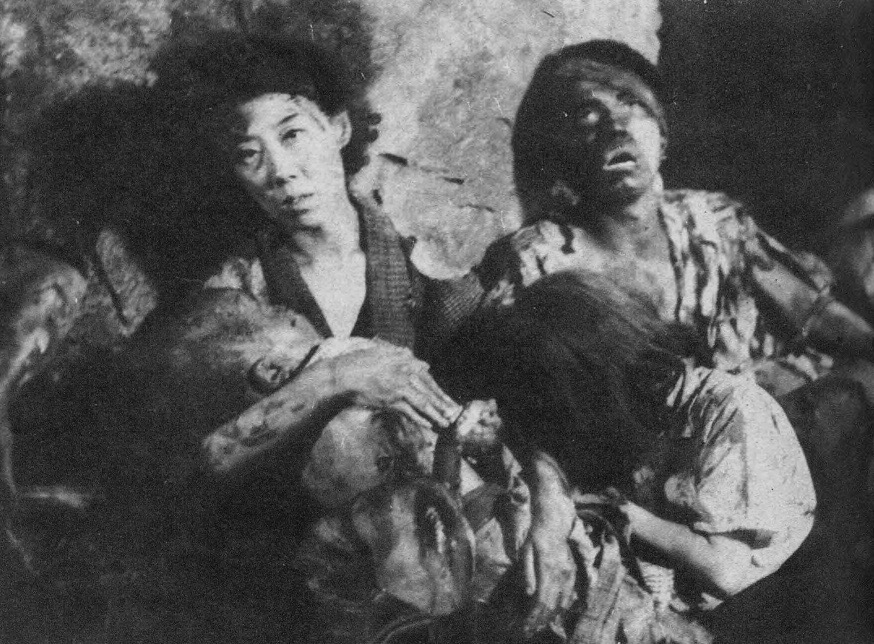
大庭みね役の山田五十鈴

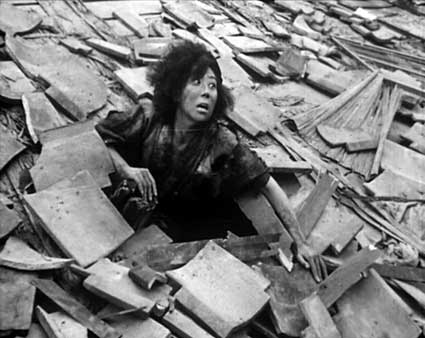
山田五十鈴

○数字はクレジット順。
- 北川先生：岡田英次③

被爆7年後の現在（当時）パートで登場。みち子たちの通う高校の英語教師で、映画全体の狂言回しとも言うべき人物。戦後広島に赴任してきたため原爆のことはほとんど知らない。冒頭のシーンで授業中、生徒たちに『0の暁』を朗読するラジオ番組を聴かせる。
- 大庭みち子：町田いさ子

大庭みねの娘。原爆で家族全員を失う。冒頭シーンで授業中、北川先生が流してくれたラジオ番組を聴いているうちに気分が悪くなり、鼻血を出して入院し白血病と診断される。級友たちが見舞ってくれた病室で被爆当時のことを回想する。
- 大庭みね：山田五十鈴②

町子・みち子姉妹と明男の母。自宅で被爆し、爆風で崩れた家から必死で這い出す。重傷を負いながらもみち子と明男を連れて救護所へ避難するが、次第に原爆症の症状を現して衰弱しみち子の前で絶命する。
- 遠藤秀雄：加藤嘉④

一郎・幸夫・洋子兄妹の父。自宅で被爆し重傷を負う。爆風で崩壊した自宅から脱出するが、妻・よし子を救出することが出来なかった。建物疎開に動員されていた一郎を捜し求める。救護所で一郎と無言の対面を果たした後は次第に衰弱していき、疎開先から幸夫と洋子が帰ってくるのを待ちわびていたが…。
- 遠藤よし子：河原崎しづ江⑦

秀雄の妻で一郎、幸夫、洋子の母。爆風で倒れてきた梁に挟まれて動けなくなる。炎が迫るなか必死で救助しようとする秀雄に、子どものことを頼むと言い残して焼死する。
- 米原先生：月丘夢路⑤

町子の通う女学校の教師、8月6日当日、生徒を引率し市内の建物疎開作業にあたっていた時に被爆する。生き残った生徒たちを安全な場所に避難させようとして川に入るが、流れにまかれて生徒とともに力尽きる。
- 千田先生：神田隆⑩

8月6日当日、建物疎開活動をしていた中学生たちの引率教師。被爆で重傷を負いながらも傷ついた生徒たちを気遣っている。
- 大庭町子：松山りえ子

みち子の姉。学徒動員での建物疎開中で被爆して重傷を負い、猛火を避けて級友たちとともに川へと避難するが流れのなかで力尽きる。
- 大庭明男：南雅雄

町子・みち子の幼い弟。被爆により重い火傷を負い、避難中に母・みねの背中で息絶える。
- 遠藤幸夫：月田昌也⑪

秀雄・よし子の子で、現代パートのもう一人の主人公とも言うべき人物。疎開先から帰ってきた後、原爆で母・兄を失ったことを知り、救護所で瀕死の父を看取り、妹ともはぐれて天涯孤独の身になる。その後、他の戦災孤児とともに浮浪生活を送ったのち似島の児童養護施設に入所。おじに引き取られて高校に入学するも、やがて退学し、キャバレーでのアルバイトやパチンコで稼ぐなど荒んだ生活を送っていた。原爆で足が不自由になった従姉妹に諭され、工場に就職して更生したかのように見えていたが…。
- 遠藤洋子：亘征子

幸夫の妹。兄とともに疎開先から自宅の焼け跡に戻ってくる。兄に連れられてきた救護所で瀕死の父と再会するが、変わり果てた父の姿にショックを受けてその場を立ち去り、行方不明になる。
- 仁科芳雄博士：薄田研二⑬

軍の要請により被爆後の広島の調査に派遣された科学者。護国神社の焼け跡での会議で、この惨状が米軍の原子爆弾投下によるものと判定する。
- 科学者：信欣三⑯

仁科博士ら科学者と軍幹部との会議に同席。原爆投下と判明したこの期に及んでもなお「聖戦完遂」を強く主張する軍の幹部に呆れ、苦々しい表情を見せる。
- 医者：三島雅夫⑭

被爆した女性を診察した際に、無傷のように見える患者が脱毛症状を現し、次第に衰弱していくことを指摘する。
- 男：梅津栄

原爆投下直後に錯乱し、旗を振って「大日本帝国万歳！」と叫び走り回る。
- 幸夫のおじ：花沢徳衛⑮

児童養護施設で暮らしていた幸夫を引き取る。
- 河野誠：佐脇一光⑳

現代パートでみち子や幸夫たちの級友。学校に来なくなった幸夫のことを心配している。
- 保母：利根はる恵⑨

明男の通う、寺院の経営する幼稚園の保母。
- 伊藤先生：原保美⑥
- 岡崎看護婦：岸旗江⑧

被爆者を収容した病院の看護婦。自らも原爆症を発症する。
- 三好ひで：戸田春子

病院で遠藤秀雄の世話をしている中年婦人。遠藤家の焼け跡で幸夫・洋子兄妹に会い、病院に連れて行く。
- 永田靖⑰
- 龍岡晋⑱
- 河村弘二⑲
- 徳永街子⑫
- 松山英太郎
- 河原崎建三
- 石島房太郎

- 島田屯
- 望月伸光
- 下條正巳
- 島田敬一
- 織田政雄
- 福地悟朗
- 忍節子
- 田所千鶴子
- 浮田左武郎
- 広島原爆被害者、広島各労働組合員、園児児童、生徒学生PTA一般市民、延88500余人①

## 製作・上映の経緯
- 1952年（昭和27年）8月、日本教職員組合中央委員会が製作を決定。「いかにしてあの日を正確に再現するか」が主眼とされた。全国の組合員がひとり50円カンパし、2400万円を用立てた。八木保太郎のシナリオは広島県教職員組合内で討議し、4回書き直された[6]。この過程で、映画の題名を「ひろしま」とすることが決定されたが、原作の手記「原爆の子〜広島の少年少女のうったえ」を編纂した長田新広島大学教授から不同意の意思が伝えられた[7][8]。
- 1953年（昭和28年）4月17日、関川秀雄監督、伊藤武郎プロデューサーらが広島市内をロケハンのために訪れ[9]、5月21日には、広島湾に浮かぶ似島にある同市の似島学園で現地ロケがスタートした。

- 映画の撮影は、被爆者・広島市民との交流の中で撮影が行われた。1953年（昭和28年）5月26日、山田五十鈴は広島市中区鉄砲町に被爆体験を描く画家・福井芳郎を訪ね、体験に耳を傾けた[10]。6月5日には河原崎しづ江、加藤嘉ら出演者4人が広島赤十字・原爆病院に入院患者を見舞った[11]。6月15日、広島市立翠町中学校の工作室で原爆投下前後のシーンの撮影を開始[11]。7月16日と7月17日、山田ら俳優、スタッフも参加して、原爆孤児救済募金のため「芸能の夕」が、基町の児童文化会館で開催された[12]。

- 1953年（昭和28年）8月10日、広島市内の映画館「ラッキー劇場」で試写会が開催された。上映後には、「原爆の子〜広島の少年少女のうったえ」の手記を書いた子どもたちの集まりである「原爆の子友の会」会員、関川秀雄監督、長田新広島大名誉教授らの座談会が開かれた。同年9月、製作側が全国配給元として交渉していた松竹は、「反米色が強い」として登場人物の「ドイツではなく日本に原爆が落とされたのは、日本人が有色人種だからだ」という趣旨の台詞がある場面など3つのシーンのカットを要求していた[13]が、両者が譲らず、9月11日、製作側は「広島、長崎県は自主配給」の方針を決定した。また、東宝や大映など大手五社も配給を拒否[4]。因みに松竹がカットを要求したのは、制作前年までプレスコードを敷いていたGHQに配慮したためとみられている[13]。9月15日には、東京大学職員組合と日本文化人会議が東京都内（東京大学構内での上映の予定だったが大学当局がこれを禁止したため、港区の兼坂ビルに変更）で初めて映画を上映し、この日から東大で開催されていた国際理論物理学会議に出席した海外からの科学者8人らが観賞[14]。10月7日、製作元と北星映画の共同での配給により、広島県内の映画館で封切り。一方、大阪府教育委員会が試写会を開いて「教育映画」としての推薦を見送る等、学校上映にも厳しい壁が立ちはだかった。

## 海外での反応と上映
- 1953年（昭和28年）8月25日 、イギリスの大衆新聞「デイリー・スケッチ」が同国内や英語圏での上映がない段階で、「（日本人の）憎悪の念をかき立てる」映画として、批判記事をトップで掲載[15]。
- 1955年（昭和30年）5月、ニューヨークのバロネットシアターで上映。17日付の「ニューヨーク・タイムズ」に映画の紹介が掲載された[16]。エレノア・ルーズベルト夫人は、「この映画は控えめにつくられているが効果的である」「平和増進に役立つだろう」 と賞賛した[17]。
- 1955年（昭和30年）11月8日、ドイツ国内で公開される[18]。

## エピソード
- 広島県広島市出身の月丘夢路はノーギャラで出演した。爆心地（現：中区大手町）には実家の薬局店があった。

- 仁科博士役の薄田は、原爆により、当時移動演劇隊「櫻隊」巡業で、広島滞在中だった息子の俳優・高山象三を失っている。また「櫻隊」の前身である苦楽座の座員だったが、病気により広島公演に参加せず、結果として被爆死を免れた利根はる恵も出演した。

- 教師役で出演している岡田英次は、約十年後に同じ広島原爆をテーマとしたアラン・レネ監督の日仏合作映画『二十四時間の情事』（1959年公開）で主演。広島で出会ったフランス人女性（エマニュエル・リヴァ）と恋に落ちる（出征中に家族を原爆で亡くした過去を持った）男性を演じた。なおこの作品では『ひろしま』の被災シーンが、資料映像として引用されている。

- 伊福部昭作曲の音楽は翌年の「ゴジラ」の劇中曲「帝都の惨状」等に転用されている。被災した幼児の泣き声を音楽の一部として用いる手法も同じである。

- 映画監督オリバー・ストーンは「絶対に見て欲しい。世界中の人に見て欲しい映画です。なぜなら優れた映画であり、優れたストーリーであり詩的だ。そして、この映画は現代戦争の真の恐ろしさを思い出させてくれます。記憶は常に忘却との闘いです。常に人は思い出したくないものには背を向けるのです。だから、この素晴らしい映画を見て欲しいと伝えています。あらゆる人に、全世界の人に」と2019年8月10日23時NHKEテレ放送のETV特集「忘れられた『ひろしま』~8万8千人が演じた”あの日”」で語った。

## デジタル化
日本映画を海外へ販売するプロデューサー伊地知徹生が、映画「ひろしま」公開上映で小林一平の活動を引き継いだ子の小林開の活動を知り、北米上映とフィルム劣化防止のデジタル化のスポンサーを申し出、米ロサンゼルスで良質な映画を北米配信する専門チャンネルFILM STRUCK EXTRASのプロデューサーのチャールズ・タベシュがデジタル資金を提供しデジタル化字幕付きで配信し、北米、欧州、アジアの10ヵ国で上映。

## 地上波テレビ放送
2019年8月17日（土曜）0:00 - 1:47（8月16日〈金曜〉深夜）に、NHKEテレで全国放送された。また、同年11月17日（日曜）10:05 - 11:52にはNHK総合テレビ（広島放送局ローカル）で再放送された。